# Tisbe holothuriae
Tisbe holothuriae är en kräftdjursart som beskrevs av Humes 1957. Tisbe holothuriae ingår i släktet Tisbe och familjen Tisbidae. Arten är reproducerande i Sverige. Inga underarter finns listade i Catalogue of Life.